# Jack Butland
Jack Butland (* 10. März 1993 in Bristol, England) ist ein englischer Fußballtorhüter. Seit 2023 steht er bei den Glasgow Rangers unter Vertrag.

## Karriere

### Vereine
Jack Butland wurde 2007 in die Nachwuchsakademie von Birmingham City aufgenommen. Dort spielte er in der U-18 und für das Reserveteam und erhielt für seine Leistungen in diesen Mannschaften in der Saison 2009/10 den vereinsinternen „Young Player of the Season“-Preis.
Im Mai 2011 wurde er offiziell in den ersten Profikader aufgenommen, kam aber zunächst nicht zu Einsätzen dort, sondern wurde in die Football League Two zu Cheltenham Town ausgeliehen. In der viertklassigen Liga spielte er zunächst zwölfmal von September 2011 bis zum Januar 2012. Danach kehrte er zunächst nach Birmingham zurück, wurde aber schon im Februar erneut nach Cheltenham verliehen, wo er erneut zwölfmal im Tor stand.
Im April 2012 wurde er jedoch zu Birmingham City zurückbeordert, da sich deren erster Torhüter Boaz Myhill verletzt hatte und Butland auf der Ersatzbank benötigt wurde. Am 31. Januar 2013 wechselte er mit einem bis 2017 gültigen Vertrag zum Erstligisten Stoke City, wurde jedoch direkt wieder für die Rückrunde an Birmingham ausgeliehen. Da er zunächst nur dritte Wahl hinter Asmir Begović und Thomas Sørensen im Tor von Stoke war, wurde er im Herbst 2013 bis Jahresende an den Zweitligisten FC Barnsley verliehen.
Nach zwei weiteren Leihen setzte sich Butland in der Premier League 2015/16 als Nummer eins im Tor seiner Mannschaft durch und bestritt 31 Ligapartien für den Tabellenneunten. In der Endphase der Saison erlitt er Ende März 2016 eine schwere Verletzung die letztendlich dazu führte, dass er die Fußball-Europameisterschaft 2016 und den Großteil der Premier League 2016/17 verpasste. Nach seiner Rückkehr sicherte er sich in der Saison 2017/18 wieder den Platz im Tor seiner Mannschaft, stieg jedoch mit Stoke als Tabellenvorletzter in die zweite Liga ab. Butland blieb dem Verein auch nach dem Abstieg treu und absolvierte 45 Spiele in der EFL Championship 2018/19, verpasste mit seinem Team den angestrebten direkten Wiederaufstieg jedoch deutlich. Im Verlauf der folgenden Spielzeit besserten sich die Leistungen der Mannschaft nicht und auch Jack Butland passte sich dem gesunkenen Leistungsniveau seiner Mitspieler an.
Im Oktober 2020 wechselte der 27-Jährige zum Erstligisten Crystal Palace, wo er einen Dreijahresvertrag unterzeichnete. Bei seinem neuen Verein blieb er in den beiden kommenden Spielzeiten Ersatz hinter Stammtorhüter Vicente Guaita und kam lediglich auf zehn Ligaeinsätze.
Nach einer Leihe zu Manchester United wechselte der Torhüter im Sommer 2023 mit einem Vierjahresvertrag zu den Glasgow Rangers nach Schottland.

### Nationalmannschaft
Schon bald nach seinem Wechsel zur Birmingham City wurde Butland in die englische U-16-Auswahl berufen. Sein Debüt gab er dort am 3. Oktober 2008 gegen Nordirland im Victory Shield. Insgesamt kam er in dieser Altersklasse viermal zum Einsatz und blieb mit drei Siegen und einem Unentschieden ungeschlagen.
Danach rückte er in die U-17 auf, für die er neunmal auflief. Hier erlebte er seine erste Niederlage im Nationaltrikot, war aber mit sieben Siegen und einem Unentschieden ebenfalls erfolgreich und gewann die Europameisterschaft 2010. In diesem Turnier war er zunächst nur Ersatzmann für Sam Johnstone, überzeugte jedoch, als er im letzten Gruppenspiel – als England bereits für das Halbfinale qualifiziert war – eingesetzt wurde und hatte danach den Stammplatz inne. Das Technische Team der UEFA berief Butland gemeinsam mit dem spanischen Schlussmann Adrián Ortolá in die Mannschaft des Turniers.
Butland übersprang daraufhin die U-18 und wurde sofort zur U-19 versetzt. Mit dieser bestritt er vier Partien, die mit zwei Siegen, sowie je einem Unentschieden und einer Niederlage endeten.
Mit der U-20-Nationalmannschaft nahm er 2011 an der Junioren-Weltmeisterschaft teil. In der Gruppenphase belegte er mit seinem Team nach drei torlosen Unentschieden zwar nur den dritten Rang, konnte aber als bester Drittplatzierter dennoch ins Achtelfinale einziehen – dort unterlag man mit 0:1 Nigeria und schied damit ohne eigenen Torerfolg aus dem Turnier aus. Die Technische Studien-Gruppe der FIFA identifizierte Butland neben Billy Knott als „herausragenden Spieler“ seines Teams und beschrieb ihn als „ruhige[n] und sichere[n] Torhüter mit guten Reflexen, stark bei hohen Bällen“.
Daraufhin wurde er als letzte Ausbildungsstufe in die U-21 berufen und stand für diese in insgesamt sechs Spielen im Tor, von denen er fünf gewann und eines verloren.
Er wurde als dritter Torwart ins Aufgebot der A-Auswahl für die Europameisterschaft 2012 berufen, nachdem sich John Ruddy, der eigentlich als dritter Keeper eingeplant war, den Finger gebrochen hatte und daher absagen musste. Für die Weltmeisterschaft 2014 wurde er nicht nominiert und die Europameisterschaft 2016 verpasste er verletzungsbedingt. Bei der WM 2018 war er wieder Teil des englischen Kaders, musste sich jedoch mit der Reserverolle hinter Jordan Pickford begnügen und kam bei keinem Spiel zum Einsatz.